# Isle of Man TT 1911
De Isle of Man TT 1911 was de vijfde uitvoering van de Isle of Man TT. Ze werd op vrijdag 30 juni en maandag 3 juli 1911 verreden op de Snaefell Mountain Course, een stratencircuit op het eiland Man.
| De Zenith-JAP had al een versnellingssysteem met de "Gradua Gear" met verstelbare poelie en riemaandrijving. |
| Rudge had met de Multi Gear een vergelijkbaar systeem.                                                       |
| De Douglas had een door Joe Barter ontwikkelde tweeversnellingsbak onder het motorblok.                      |
| Oliver Cyril Godfrey op de Indian waarmee hij in 1911 de Isle of Man TT won.                                 |
| 500cc-Triumph TT Roadster                                                                                    |

## Algemeen
| 1911 | - Overgang naar Mountain Course - Invoering Junior TT en Senior TT - Eerste dodelijke slachtoffer (Victor Surridge) |

In 1911 vonden er grote veranderingen plaats tijdens de TT van Man. Allereerst was daar het gewijzigde reglement, dat een nieuwe klassen-indeling bevatte die nog steeds bestaat. Nadat de tweecilinderklasse steeds sneller was geworden, waardoor gevaarlijke situaties ontstonden, werd haar maximale cilinderinhoud nu sterk ingeperkt. Zo mochten in de nieuwe Senior TT eencilinders tot 500 cc en tweecilinders tot 585 cc deelnemen (tweecilinders waren op het circuit langzamer dan eencilinders, maar bereikten soms hoger topsnelheden). Daarnaast kwam er een nieuwe klasse voor lichtere machines: de Junior TT, met eencilinders tot 300 cc en tweecilinders tot 340 cc. De races werden op verschillende dagen verreden, maar in het weekend waren de wegen vrij voor het normale verkeer.
Dan was daar nog de overgang van de 25km-lange St John's Short Course naar de 60km-lange Snaefell Mountain Course. Voor de organisatie betekende dat dat veel meer doorgaande wegen moesten worden afgesloten, voor de coureurs dat ze een veel langer circuit moesten leren kennen en voor de constructeurs dat het vrijwel onmogelijk was deze route te nemen zonder versnellingen. De Short Course kende alleen een korte klim bij Creg Willey's Hill, maar op de Mountain Course moest ongeveer 11 km flink geklommen worden van Ramsey tot aan The Bungalow. Enkelen hadden dat probleem al eerder opgelost, zoals Zenith-JAP met de "Gradua Gear" en Rudge met de "Multi Gear". Anderen moesten snel aan een versnellingssysteem zien te komen. Triumph wendde zich tot Sturmey-Archer, dat al een naafversnelling kon leveren, Matchless ontwikkelde een zesversnellings riemaandrijving maar AJS, Douglas, Indian en Scott hadden echte versnellingsbakken met twee of drie versnellingen ontwikkeld. Dat vereiste wel kettingaandrijving, een systeem dat men in die tijd nog niet graag toepaste. Het hele systeem maakte de machine zwaarder en de zware schokken die de - nog niet soepel lopende - motoren aan de ketting doorgaven leidden vaak tot kettingbreuk. Daarom vertrouwden de meeste fabrikanten nog op de veel eenvoudigere riemaandrijving, die deze klappen beter op kon vangen. Ongeveer een derde van de 104 deelnemers trad aan zonder versnellingen. Er kwamen weer nieuwe merken om deel te nemen: AJS, Alcyon, Calthorpe, Douglas, Forward, Moto-Rêve, New Hudson, NLG, Royal Enfield, Rudge en Singer.

### Circuit
Het grootste deel van het circuit was nog onverhard, vaak niet meer dan een karrenspoor. Als het regende was het glad en modderig, als het droog was stoffig, met tot overmaat van ramp een overvloed aan overstekende schapen en koeien. De deelnemers moesten regelmatig afstappen om de schaapspoorten te openen en te sluiten. Het was toen nog 37½ mijl lang, iets korter dan tegenwoordig omdat Signpost Corner nog niet bestond. De start was ook al op Quarterbridge Road en er waren brandstofdepots in Braddan en Ramsey.

### Eerste slachtoffer
Victor Surridge werd het eerste slachtoffer van de Snaefell Mountain Course. Deze fabrieksrijder voor Rudge verongelukte al op 27 juni tijdens de trainingen. Toen hij bij Glen Helen een andere deelnemer wilde inhalen reed hij in een sloot en klapte daarna op een aarden wal. De coureurs hadden toen nog geen enkele bescherming en hij was waarschijnlijk op slag dood. Voor de TT van Man betekende het een grote terugslag: in 1912 boycotten veel Britse merken de TT omdat men haar te gevaarlijk vond.

## Senior TT
Maandag 3 juli, 5 ronden (302 km), eencilinders tot 500 cc, tweecilinders tot 585 cc.
De Senior TT op maandag mondde uit in een hevig gevecht tussen Charlie Collier (Matchless) en de Amerikaan Jake DeRosier met zijn Indian. De race was ook aangekondigd als de "race tussen de Britse en de Amerikaanse kampioen". DeRosier was tijdens de trainingen al zes keer gevallen, maar in de eerste ronde leidde hij de race. Bij de nadering van Ramsey viel hij opnieuw, waardoor hij uit de race was. Nu nam Oliver Godfrey de strijd tegen Collier over, die tijdens de race moest bijtanken. Dat deed hij echter niet bij een van de twee speciale depots. Hij passeerde de finish als tweede, maar werd gediskwalificeerd. Godfrey won met de Indian. Men was het erover eens dat de race om de beste versnellingsbak was gewonnen door Indian, want het bezette met Charles Franklin en Arthur Moorhouse ook de plaatsen twee en drie. Frank Philipp reed met zijn Scott de eerste ronde met een snelheid van meer dan 50 mijl per uur, vanzelfsprekend een record omdat dit de eerste race op de Mountain Course was. Philipp viel uit, maar hij deed het voorbereidende werk voor de overwinning van Frank Applebee in 1912.
| Pos | Coureur             | Merk                  | Snelheid  | Tijd      |
| --- | ------------------- | --------------------- | --------- | --------- |
| 1   | Oliver Godfrey      | 3¾ hp Indian          | 47.63 mph | 3:56.10.0 |
| 2   | Charles Franklin    | 3¾ hp Indian          | 46.90 mph | 3:59.52.0 |
| 3   | Arthur Moorhouse    | 3¾ hp Indian          | 45.81 mph | 4:05.34.0 |
| 4   | Harry Collier       | 4 hp Matchless        | 47.63 mph | 4:09.42.0 |
| 5   | Hugh Mason          | 3 hp Matchless        | 45.05 mph | 4:15.35.0 |
| 6   | J. Carvill          | 3½ hp Triumph         | 43.80 mph | 4:16.49.0 |
| 7   | Harry Bashall       | 4 hp BAT-JAP          | 43.61 mph | 4:17.57.0 |
| 8   | Quentin Smith       | 3½ hp Triumph         | 43.49 mph | 4:18.40.0 |
| 9   | H. Lister-Cooper    | 3½ hp Triumph         | 47.63 mph | 4:22.21.0 |
| 10  | J. Bashall          | 4 hp BAT-JAP          | 42.88 mph | 4:24.56.0 |
| 11  | Harry Reed          | 4 hp DOT              | 41.24 mph | 4:32.45.0 |
| 12  | Billy Newsome       | 3½ hp Triumph         | 40.89 mph | 4:35.06.0 |
| 13  | F. North            | 3½ hp Ariel           | 39.64 mph | 4:43.45.0 |
| 14  | Percy Johnson       | 4 hp Matchless        | 39.52 mph | 4:44.37.0 |
| 15  | B. Jones            | 3½ hp Premier         | 39.31 mph | 4:46.09.0 |
| 16  | Percy Weatherilt    | 3½ hp Zenith-JAP      | 39.21 mph | 4:46.37.0 |
| 17  | J. Haswell          | 3½ hp Triumph         | 38.55 mph | 4:51.46.0 |
| 18  | J. R. Alexander     | 3¾ hp Indian          | 37.74 mph | 4:58.01.0 |
| 19  | F. Mackay           | 3½ hp Singer          | 36.88 mph | 5:05.00.0 |
| 20  | Norman Holder       | 4 hp Blumfield        | 47.63 mph | 5:05.26.0 |
| 21  | W. Stanhope Spencer | 3½ hp Rudge-Whitworth | 36.83 mph | 5:12.47.0 |
| 22  | J. Gibson           | 3½ hp Rudge-Whitworth | 47.63 mph | 5:16.37.0 |
| 23  | A. Boldt            | 3½ hp NSU             | 35.53 mph | 5:21.58.0 |
| 24  | Howard Smith        | 3½ hp Triumph         | 37.19 mph | 5:24.30.0 |
| 25  | A. Berlie           | 4 hp Moto-Rêve        | 33.39 mph | 5:36.51.0 |
| 26  | Frank A. Applebee   | 4 hp Scott            | 32.80 mph | 5:42.58.0 |

| Coureur         | Merk            | Oorzaak   |
| --------------- | --------------- | --------- |
| Victor Surridge | Rudge-Whitworth | Overleden |

| Coureur                | Merk            | Oorzaak         |
| ---------------------- | --------------- | --------------- |
| Andrew Sproston        | Rudge-Whitworth | Rudge-Whitworth |
| A. Summer              | Ariel           |                 |
| Alfred Alexander       | Triumph         |                 |
| Billy Creyton          | Triumph         |                 |
| B. Plews               | Calthorpe       |                 |
| Charlie Collier        | Matchless       | Diskwalificatie |
| C. Murphy              | Triumph         |                 |
| Eric Myers             | Scott           |                 |
| Frank Philipp          | Scott           |                 |
| F. Barnes              | Zenith-JAP      |                 |
| F. Edmond              | Premier         |                 |
| G. Fenton              | Zenith-JAP      |                 |
| G. Garrand             | Blumfield       |                 |
| G. Stanley             | Singer          |                 |
| Harry Bowen            | BAT-JAP         |                 |
| Harry Martin           | Singer          |                 |
| Jake DeRosier          | Indian          | Val             |
| James Lansdowne Norton | Norton          |                 |
| J. Adamson             | Scott           |                 |
| J. Lang                | Matchless       |                 |
| J. Prendergast         | Rudge-Whitworth | Rudge-Whitworth |
| K. Gassert             | NSU             |                 |
| P. Brewster            | Norton          |                 |
| P. Butler              | DOT             |                 |
| Rem Fowler             | Ariel           |                 |
| R. Drechsler           | NSU             |                 |
| R. Lord                | Rex             |                 |
| R. Nixon               | Matchless       |                 |
| S. Perryman            | Ariel           |                 |
| T. Rankin              | Singer          |                 |
| V. Taylor              | Rudge-Whitworth | Rudge-Whitworth |
| W. Elce                | Premier         |                 |
| W. Johnson             | Matchless       |                 |

## Junior TT
Vrijdag 30 juni, 4 ronden (214 km), eencilinders tot 300 cc, tweecilinders tot 340 cc.
De eerste Junior TT had 34 deelnemers. Na een flink gevecht won Percy Evans met zijn tweecilinder Humber, voor Harry Collier met de Matchless-eencilinder. Amateur Harold Cox werd met een Forward-tweecilinder derde. Percy Evans reed de snelste ronde met 42,13 mijl per uur.
| Pos | Coureur             | Merk                 | Snelheid  | Tijd      |
| --- | ------------------- | -------------------- | --------- | --------- |
| 1   | Percy Evans         | 2¾ hp Humber         | 41.45 mph | 3:37.07.0 |
| 2   | Harry Collier       | 2 hp Matchless       | 39.74 mph | 3:46.20.0 |
| 3   | Harold Cox          | 2¾ hp Forward        | 38.22 mph | 3:55.26.0 |
| 4   | Douglas Brown       | 2¾ hp Humber         | 38.07 mph | 3:56.24.0 |
| 5   | H. Greaves          | 2¾ hp Royal Enfield  | 38.04 mph | 3:56.34.0 |
| 6   | K. Gassert          | 2¾ hp NSU            | 37.91 mph | 3:57.23.0 |
| 7   | William Douglas     | 2¾ hp Douglas        | 37.47 mph | 4:00.11.0 |
| 8   | A. Fenn             | 2¾ hp Humber         | 37.29 mph | 4:01.19.0 |
| 9   | Percy Johnson       | 2¾ hp Humber         | 36.86 mph | 4:04.10.0 |
| 10  | Jack Haslam         | 2¾ hp Zenith-JAP     | 35.85 mph | 4:04.11.0 |
| 11  | Percy Weatherilt    | 2¾ hp Zenith-JAP     | 36.64 mph | 4:05.37.0 |
| 12  | G. Fletcher         | 2¾ hp Douglas        | 35.92 mph | 4:10.33.0 |
| 13  | Sam Wright          | 2¾ hp Humber         | 34.68 mph | 4:19.27.0 |
| 14  | J. Corke            | 2¾ hp AJS            | 34.19 mph | 4:23.14.0 |
| 15  | Albert John Stevens | 2¾ hp AJS            | 33.75 mph | 4:26.37.0 |
| 16  | N. Slatter          | 2¾ hp Alcyon         | 33.41 mph | 4:29.18.0 |
| 17  | W. Grange           | 2¾ hp Humber         | 31.63 mph | 4:44.30.0 |
| 18  | A. Boldt            | 2¾ hp Indian         | 30.68 mph | 4:53.21.0 |
| 19  | Rem Fowler          | 2¾ hp New Hudson-JAP | 30.67 mph | 4:53.22.0 |
| 20  | Alfred Alexander    | 2¾ hp Rex-ACME       | 29.95 mph | 5:00.27.0 |
| 21  | R. Bell             | 2¾ hp Moto-Rêve      |           |           |

| Coureur            | Merk           | Oorzaak        |
| ------------------ | -------------- | -------------- |
| C. Charlie Collier | Matchless      |                |
| D. Bolton          | Martin-JAP     |                |
| E. Kickham         | Douglas        |                |
| F. Edmond          | Premier        |                |
| F. Sain            | Alcyon         |                |
| G. Griffith        | Moto-Rêve      |                |
| Harry Martin       | Martin-JAP     |                |
| H. Colver          | Royal Enfield  |                |
| H. Gibson          | New Hudson-JAP | New Hudson-JAP |
| J. Dixon           | New Hudson-JAP | New Hudson-JAP |
| J. Sirett          | NSU            |                |
| M. Canale          | Alcyon         |                |
| R. Drechsler       | NSU            |                |
| V. Wilberforce     | NLG            |                |

1907 · 1908 · 1909 · 1910 · 1911 · 1912 · 1913 · 1914 · Eerste Wereldoorlog · 1920 · 1921 · 1922 · 1923 · 1924 · 1925 · 1926 · 1927 · 1928 · 1929 · 1930 · 1931 · 1932 · 1933 · 1934 · 1935 · 1936 · 1937 · 1938 · 1939 · Tweede Wereldoorlog · 1947 · 1948 · 1949 · 1950 ·1951 · 1952 · 1953 · 1954 · 1955 · 1956 · 1957 · 1958 · 1959 · 1960 · 1961 · 1962 · 1963 · 1964 · 1965 · 1966 · 1967 · 1968 · 1969 · 1970 · 1971 · 1972 · 1973 · 1974 · 1975 · 1976 · 1977 · 1978 · 1979 · 1980 · 1981 · 1982 · 1983 · 1984 · 1985 · 1986 · 1987 · 1988 · 1989 · 1990 · 1991 · 1992 · 1993 · 1994 · 1995 · 1996 · 1997 · 1998 · 1999 · 2000 · 2002 · 2003 · 2004 · 2005 · 2006 · 2007 · 2008 · 2009 · 2010 · 2011 · 2012 · 2013 · 2014